# Championnats d'Europe juniors d'athlétisme 1993
Navigation
1991 1995
Les 12es Championnats d'Europe juniors d'athlétisme se sont déroulés à Saint-Sébastien (Espagne) du 29 juillet au 1er août 1993, au stade d'Anoeta.

## Faits marquants
Ces championnats voient la disparition du 20 km route.

## Résultats

### Garçons
| Épreuves                           | Or                                                                        | Argent                                                                                    | Bronze                                                                                         |
| ---------------------------------- | ------------------------------------------------------------------------- | ----------------------------------------------------------------------------------------- | ---------------------------------------------------------------------------------------------- |
| 100 m (Vent : +0,6 m/s)            | Danny Joyce 10 s 63                                                       | Rafael Gruszecki 10 s 64                                                                  | Ejike Wodu 10 s 77                                                                             |
| 200 m (Vent : +2,2 m/s)            | Andrea Colombo 21 s 14 (w)                                                | Joakim Öhman 21 s 14 (w)                                                                  | Maurizio Checcucci 21 s 24 (w)                                                                 |
| 400 m                              | Guy Bullock 46 s 13                                                       | Rikard Rasmusson 46 s 84                                                                  | Valentin Kulbatskiy 46 s 88                                                                    |
| 800 m                              | Andrzej Zahorski 1 min 53 s 49                                            | Vladimir Gorelyov 1 min 53 s 81                                                           | David Matthews 1 min 54 s 00                                                                   |
| 1 500 m                            | Reyes Estévez 3 min 45 s 00                                               | Javier Rodríguez 3 min 46 s 33                                                            | Massimo Pegoretti 3 min 47 s 07                                                                |
| 5 000 m                            | Vener Kashayev 13 min 54 s 32                                             | Mounir Khelil 14 min 08 s 47                                                              | Arnaud Crépieux 14 min 10 s 71                                                                 |
| 10 000 m                           | Ricardo Fernández 29 min 37 s 75                                          | Valeriy Kuzman 29 min 40 s 00                                                             | Aleksey Sobolev 29 min 41 s 68                                                                 |
| 3 000 mètres steeple               | Adam Dobrzyński 8 min 44 s 71                                             | Stefano Ciallella 8 min 51 s 46                                                           | Pascal Garin 8 min 52 s 68                                                                     |
| 110 mètres haies (Vent : +0,9 m/s) | Robin Korving 13 s 85                                                     | Tibor Bédi 14 s 06                                                                        | Frank Busemann 14 s 21                                                                         |
| 400 mètres haies                   | Carlos Silva 50 s 27                                                      | Francesco Ricci 51 s 04                                                                   | Noel Levy 51 s 47                                                                              |
| 10 000 m marche                    | Michele Didoni 40 min 05 s 62                                             | Dmitriy Yesipchuk 40 min 26 s 08                                                          | Heiko Valentin 40 min 37 s 78                                                                  |
| Saut en hauteur                    | Oleksandr Zhuravlyov 2,21 m                                               | Vyacheslav Voronin 2,18 m                                                                 | Tomáš Janků 2,18 m                                                                             |
| Saut à la perche                   | Khalid Lachheb 5,40 m                                                     | Taoufik Lachheb 5,35 m                                                                    | Viktor Chistyakov 5,35 m                                                                       |
| Saut en longueur                   | Carl Howard 7,76 m                                                        | Kenneth Kastrén 7,61 m                                                                    | Yassin Guellet 7,59 m                                                                          |
| Triple saut                        | Paolo Camossi 16,41 m                                                     | Rostislav Dimitrov 16,35 m                                                                | Larry Achike 16,31 m                                                                           |
| Lancer du poids                    | Manuel Martínez 19,02 m                                                   | Elias Louka 18,48 m                                                                       | Arsi Harju 17,82 m                                                                             |
| Lancer du disque                   | Leonid Cherevko 54,98 m                                                   | Timo Sinervo 54,30 m                                                                      | Mika Loikkanen 54,26 m                                                                         |
| Lancer du marteau                  | Vadim Burakov 67,16 m                                                     | Sergey Kochetkov 67,04 m                                                                  | Vadim Khersontsev 65,44 m                                                                      |
| Lancer du javelot                  | Dimítrios Polimérou 72,80 m                                               | Matti Närhi 71,74 m                                                                       | Jörg Tobisch 70,24 m                                                                           |
| Relais 4 × 100 mètres              | Royaume-Uni Allyn Condon Danny Joyce Paul Bolton Ejike Wodu 40 s 01       | France Guillaume Pihery Olivier Arnaud Christoph Colombo Needy Guims 40 s 03              | Ukraine Vitaly Seniv Valentin Kulbatskiy Vyacheslav Kabanov Kostyantyn Rurak 40 s 21           |
| Relais 4 × 400 mètres              | Royaume-Uni Nick Budden Allyn Condon Paul Slythe Guy Bullock 3 min 7 s 39 | Allemagne Ulrich Schnorrenberger Axel Weyhing Jens Dautzenberg Marco Seidler 3 min 8 s 39 | Pologne Marcin Trelka Przemysław Sznurkowski Krzysztof Mehlich Piotr Rysiukiewicz 3 min 8 s 75 |
| Décathlon                          | Christer Holger 7 534 pts                                                 | Jan Poděbradský 7 396 pts                                                                 | Stefan Vogt 7 338 pts                                                                          |

### Filles
| Épreuves                           | Or                                                                                      | Argent                                                                                           | Bronze                                                                           |
| ---------------------------------- | --------------------------------------------------------------------------------------- | ------------------------------------------------------------------------------------------------ | -------------------------------------------------------------------------------- |
| 100 m (Vent : +0,5 m/s)            | Hana Benešová 11 s 56                                                                   | Katharine Merry 11 s 58                                                                          | Oksana Dyachenko 11 s 66                                                         |
| 200 m (Vent : +0,8 m/s)            | Katharine Merry 23 s 35                                                                 | Hana Benešová 23 s 53                                                                            | Sophia Smith 23 s 63                                                             |
| 400 m                              | Magdalena Nedelcu 52 s 24                                                               | Lucie Rangassamy 53 s 16                                                                         | Sandra Kuschmann 53 s 17                                                         |
| 800 m                              | Ludmila Formanová 2 min 06 s 88                                                         | Tytti Reho 2 min 08 s 11                                                                         | Émilie Neveu 2 min 08 s 13                                                       |
| 1 500 m                            | Marta Domínguez 4 min 17 s 26                                                           | Elena Cosoveanu 4 min 17 s 53                                                                    | Anne Bruns 4 min 20 s 02                                                         |
| 3 000 m                            | Gabriela Szabó 8 min 50 s 97                                                            | Annemari Sandell 8 min 51 s 22                                                                   | Denisa Costescu 9 min 13 s 03                                                    |
| 10 000 m                           | Patrizia Ritondo 34 min 26 s 06                                                         | Filiya Shemeyeva 34 min 27 s 13                                                                  | Lyudmila Biktasheva 34 min 28 s 04                                               |
| 100 mètres haies (Vent : +0,5 m/s) | Diane Allahgreen 13 s 42                                                                | Katja Fust 13 s 55                                                                               | Sophie Marrot 13 s 69                                                            |
| 400 mètres haies                   | Ionela Tîrlea 56 s 43                                                                   | Anita Oppong 57 s 90                                                                             | Lana Jekabsone 58 s 07                                                           |
| 5 000 m marche                     | Susana Feitor 21 min 21 s 80                                                            | Natalya Trofimova 21 min 39 s 75                                                                 | Irina Stankina 21 min 49 s 65                                                    |
| Saut en hauteur                    | Sabrina De Leeuw 1,89 m                                                                 | Desislava Aleksandrova 1,89 m                                                                    | Natalya Shimon 1,86 m                                                            |
| Saut en longueur                   | Erica Johansson 6,56 m                                                                  | Olga Rublyova 6,44 m                                                                             | Cristina Nicolau 6,44 m                                                          |
| Triple saut                        | Yelena Lysak 13,86 m                                                                    | Natalya Klimovets 13,65 m                                                                        | Irina Melnikova 13,53 m                                                          |
| Lancer du poids                    | Marika Tuliniemi 17,93 m                                                                | Nadine Kleinert 17,07 m                                                                          | Corrie De Bruin 16,76 m                                                          |
| Lancer de disque                   | Corrie De Bruin 55,30 m                                                                 | Viktoriya Boyko 53,14 m                                                                          | Lyudmila Starovoytova 52,02 m                                                    |
| Lancer du javelot                  | Mikaela Ingberg 56,64 m                                                                 | Kirsty Morrison 55,92 m                                                                          | Ewa Rybak 54,80 m                                                                |
| Relais 4 × 100 mètres              | Royaume-Uni Diane Allahgreen Katharine Merry Sophia Smith Debbie Mant 44 s 31           | France Sylvie Jalinier Gwenolée Helbert Delphine Combe Sylviane Félix 44 s 38                    | Allemagne Sandra Roos Birgit Brodbeck Carmen Bertmaring Gabriele Becker 44 s 60  |
| Relais 4 × 400 mètres              | Allemagne Susanne Merkel Andrea Bornscheuer Anita Oppong Sandra Kuschmann 3 min 33 s 91 | Russie Tatyana Borisova Yekaterina Struzhkina Yekaterina Leshchova Yuliya Zvyagina 3 min 39 s 76 | France Marie Gagneur Audrey Dufour Mona Lahouassa Lucie Rangassamy 3 min 41 s 53 |
| Heptathlon                         | Kathleen Gutjahr 5 650 pts                                                              | Karin Specht 5 548 pts                                                                           | Lyudmila Mashchenko 5 432 pts                                                    |

## Tableau des médailles[1]
- Pays hôte

| Rang  | Nation      | Or | Argent | Bronze | Total |
| ----- | ----------- | -- | ------ | ------ | ----- |
| 1     | Royaume-Uni | 8  | 2      | 4      | 14    |
| 2     | Italie      | 4  | 2      | 2      | 8     |
| 3     | Espagne     | 4  | 1      | 0      | 5     |
| 4     | Roumanie    | 3  | 1      | 2      | 6     |
| 5     | Russie      | 2  | 8      | 8      | 18    |
| 6     | Allemagne   | 2  | 6      | 7      | 15    |
| 7     | Finlande    | 2  | 5      | 2      | 9     |
| 8     | Tchéquie    | 2  | 2      | 1      | 5     |
| 9     | Suède       | 2  | 2      | 0      | 4     |
| 10    | Biélorussie | 2  | 1      | 1      | 4     |
| 11    | Pologne     | 2  | 0      | 2      | 4     |
| 12    | Pays-Bas    | 2  | 0      | 1      | 3     |
| 13    | Portugal    | 2  | 0      | 0      | 2     |
| 14    | France      | 1  | 5      | 5      | 11    |
| 15    | Ukraine     | 1  | 2      | 3      | 6     |
| 16    | Belgique    | 1  | 0      | 1      | 2     |
| 17    | Grèce       | 1  | 0      | 0      | 1     |
| 18    | Bulgarie    | 0  | 2      | 0      | 2     |
| 19    | Chypre      | 0  | 1      | 0      | 1     |
| 19    | Hongrie     | 0  | 1      | 0      | 1     |
| 21    | Irlande     | 0  | 0      | 1      | 1     |
| 21    | Lettonie    | 0  | 0      | 1      | 1     |
| Total | Total       | 41 | 41     | 41     | 123   |